# Johann Christoph Gottsched
Johann Christoph Gottsched (ur. 2 lutego 1700 w Juditten (dzisiejszy Królewiec), zm. 12 grudnia 1766 w Lipsku) – niemiecki teoretyk literatury, reformator teatru, językoznawca, pisarz, tłumacz.

## Życiorys
Urodził się w rodzinie pastora protestanckiego. Po odbyciu edukacji domowej rozpoczął w roku 1714, w wieku 14 lat, studia teologii na uniwersytecie Albertina w Królewcu. Obok teologii studiował filozofię, fizykę, matematykę, poetykę, filologię klasyczną i retorykę. Zainteresował się dziełami Gottfrieda Wilhelma Leibniza i Christiana Wolffa. W 1724 po uzyskaniu stopnia magistra filozofii przeniósł się do Lipska, uciekając przed rekrutacją do wojskowej gwardii pruskiego króla. W Lipsku współpracował z polihistorem Johannem Burckhardtem Mencke. Od 1725 roku prowadził na uniwersytecie lipskim wykłady z filozofii. Został członkiem stowarzyszenia naukowego Teutschübende poetische Gesellschaft, którą wkrótce przemianował na działające w Lipsku Deutsche Gesellschaft. Traktował je jako forum dla wprowadzania swoich reform językowych i literackich. W roku 1730 został profesorem nadzwyczajnym poetyki, a cztery lata później profesorem zwyczajnym logiki i metafizyki.
W Lipsku i Halle redagował od 1725 czasopisma Die vernünftigen Tadlerinnen i Der Biedermann. Pisał również do innych czasopism artykuły z zakresu językoznawstwa i poetyki. Propagował w nich idee autorów francuskiego oświecenia. Od 1727 roku współpracował z trupą teatralną Friederike Caroline Neuber. Wystawiano sztuki odpowiadające wymaganiom literackim Gottscheda. Gotttsched doprowadził do usunięcia ze scen niemieckich sztuk komicznych z rubaszną postacią Hanswursta, preferując poważne moralizatorskie sztuki. Za najwyższy stopień twórczości poetyckiej uznawał tragedię. Sztuki teatralne miały pełnić rolę dydaktyczno-wychowawczą. W swojej rozprawie Versuch einer critischen Dichtkunst vor die Deutschen (1730) przedstawił reguły sztuki poetyckiej i swoje zalecenia dla autorów sztuk teatralnych, którzy mieli przestrzegać jedności akcji, miejsca i czasu. Pracował nad koncepcją narodowego niemieckiego teatru, wzorując się na utworach dramatycznych autorów francuskich. Krytycznie o jego koncepcjach literackich i teatralnych wypowiadali się Goethe, Klopstock, Herder, Lessing.
Jego sztywne, wręcz apodyktyczne poglądy prowadziły do konfliktów. W roku 1738 opuścił z tego powodu Deutsche Gesellschaft, a w 1741 doszło do zerwania współpracy z trupą teatralną Friederike Caroline Neuber. Jednak w dalszym ciągu redagował Beyträge zur Critischen Historie der Deutschen Sprache, Poesie und Beredsamkeit. W latach 1741–1745 w sześciu tomach serii Deutsche Schaubühne publikował literackie utwory antyczne i francuskie. Ukazał się tam też jego dramat z powodzeniem wystawiany na scenie teatru lipskiego Sterbender Cato (1732). Był to pierwszy niemiecki dramat napisany według reguł oświeceniowej poetyki. Johann Wilhelm Ludwig Gleim ironizował na temat tego dramatu: język bohatera utworu nie ma nic wspólnego z językiem rzymskiego bohatera.
Gottsched tłumaczył utwory autorów antycznych i francuskich.
Był przeciwnikiem stylu barokowego w literaturze. Opowiadał się w duchu oświecenia za językiem klarownym, przejrzystym, racjonalnym, bez rozbudowanych zdań i ozdobników stylistycznych. Krytykował przepych językowy poezji niemieckiej XVII w.
Doszło na tym tle w latach czterdziestych do polemiki z autorami szwajcarskimi: pisarz Johann Jacob Bodmer i uczony Johann Jacob Breitinger zarzucali Gottschedowi autorytarne próby narzucania innym własnego języka.
Swoją działalność reformatorską w zakresie języka i literatury prowadził też na łamach wydawanych przez siebie czasopism literackich.
Zainspirował do tworzenia Christianę Marianę von Ziegler, poetkę i pisarkę. Od 1724 bywał w jej salonie w Lipsku.

## Działalność językoznawcza
Gramatyka Gottscheda Grundlegung der deutschen Sprachkunst z roku 1748 była w XVIII wieku najbardziej znaną gramatyką języka niemieckiego. Gottsched wskazuje na dwór książęcy Drezna, gdzie używa się języka najbardziej godnego naśladowania. Jednak w innym miejscu pisze, iż u podstaw jego gramatyki leży „język najlepszych pisarzy ostatniego stulecia”. Preferował język warstw wykształconych Górnej Saksonii, Drezna i Lipska. Gramatyka jako „sztuka językowa” (Sprachkunst) była przez Gottscheda rozumiana szerzej niż obecnie, dotyczyła m.in. ortografii i prozodii, a w rozdziale „etymologia” autor nie zajmuje się pochodzeniem wyrazów, lecz fleksją i słowotwórstwem. Podział części mowy następuje według kryterium ontologicznego (semantycznego): Nomina (tutaj jako jedna część mowy rzeczowniki i przymiotniki w rozumieniu obecnym) odnoszą się do rzeczy, czasowniki odnoszą się do zmian itd. W sumie Gottsched wyróżnia dziewięć części mowy, w tym imiesłowy (uważane obecnie za formy czasownikowe). Autor stosuje nazwy rodzime – zniemczenia dokonane w XVII wieku głównie przez Schotteliusa, np.: Zeitwörter (obecnie: Verben), Vorwörter (Präpositionen), Nebenwörter (Adverbien). Od Gottscheda pochodzi zmiana w tzw. słabej deklinacji przymiotnika: końcówka -en (wcześniej było -e) w liczbie mnogiej.
Gottsched nie był jednak zdecydowanym wrogiem wyrazów obcych. Uważał, że trzeba dostosować ich pisownię do pisowni niemieckiej. Odrzucał dialekty i regionalne języki południowe, co przysporzyło mu krytyków w Austrii, Bawarii i Szwajcarii. Dopiero po wojnie siedmioletniej z Prusami (1756-1763), kiedy pozycja Austrii uległa osłabieniu, Austria przyłączyła się do reform językowych Gottscheda. Wraz z reformą szkolną w roku 1774 i powszechnym obowiązkiem szkolnym wprowadziła niemczyznę Gottscheda jako oficjalny standard językowy.

## Dzieła
Książki

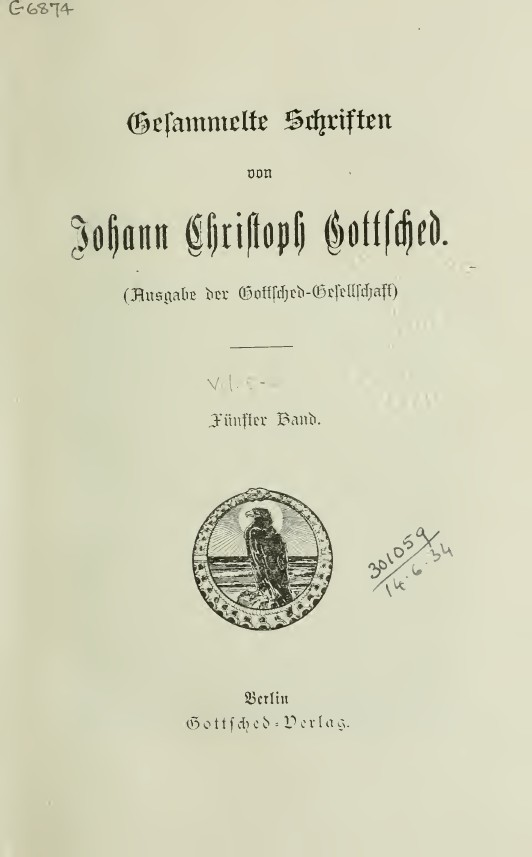
Gedichte

- Ausführliche Redekunst, Hannover 1728
- Erste Gründe der gesamten Weltweisheit, 1733
- Grundlegung einer deutschen Sprachkunst, Leipzig 1748
- Sterbender Cato, 1732
- Versuch einer critischen Dichtkunst vor die Deutschen, Leipzig 1730

Czasopisma
- Die Tadlerinnen. 1725-1726, Olms, Hildesheim, 1993 (Nachdruck der Ausgabe Frankfurt 1725/26)
- Der Biedermann. 1727-1729, Metzler, Stuttgart 1997 (Nachdruck der Ausgabe Leipzig 1727/29)
- Beyträge zur critischen Historie der deutschen Sprache, Poesie und Beredsamkeit, Olms, Hildesheim, 1970 (Nachdruck der Ausgabe Leipzig 1732/45)
- Neuer Büchersaal der schönen Wissenschaften und freyen Künste. 1745-1750, Saur (MF-Ausgabe), München 1994 (Nachdruck der Ausgabe Leipzig 1732/45)
- Das Neueste aus der anmuthigen Gelehramkeit. 1751-1762, Saur (MF-Ausgabe), München 1994 (Nachdruck der Ausgabe Leipzig 1732/45)

## Życie prywatne
W 1735 w Gdańsku poślubił córkę miejscowego lekarza Luisę Adelgunde Victorie Kulmus. Zmarła 26 czerwca 1762 w wieku 49 lat. Nie mieli dzieci W 1765 w Camburg an der Saale jego żoną została 19-letnia Ernestine Susanne Katharina Neunes (1746–1811). Napisał biografię pierwszej żony.

## Opracowania
- Michael Bernays: J. W. Goethe, J. C. Gottsched. 2 Biographien, Duncker & Humblot, Leipzig 1880
- Friedrich J. Braitmaier: Die poetische Theorie Gottscheds und die Schweizer, Programm des Gymnasiums, Tübingen 1879
- Theodor W. Danzel: Gottsched und seine Zeit, Klotz, Eschborn 1997